# Christiaan Hoecken

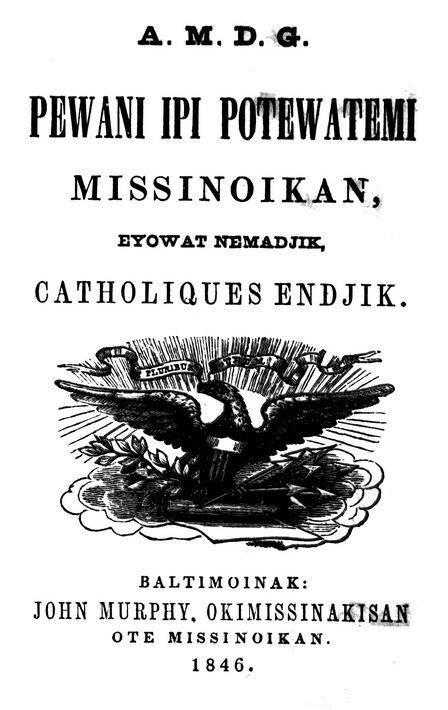
Catechismus in Potewatemi door C. Hoecken, 1846

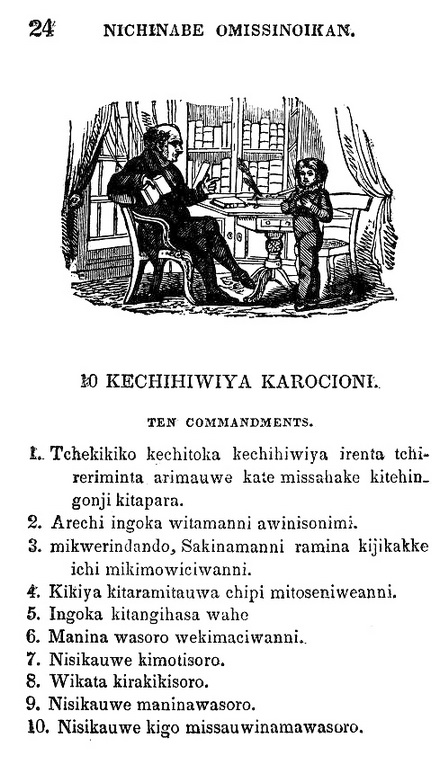
De tien geboden, Catechismus 1846

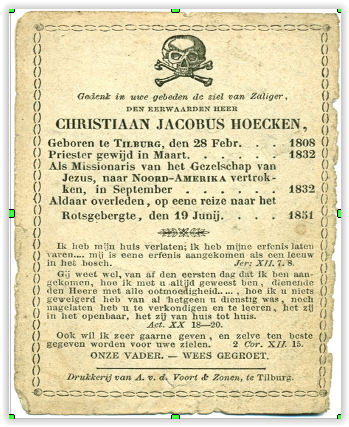
Nederlandse gebedskaart bij het overlijden van Hoecken, 1851

Christiaan Jacob Adriaan Hoecken (Tilburg, 1808 – Verenigde Staten, 1851) was een Nederlands Rooms-katholiek priester en missionaris van de orde der jezuïeten, die in de Verenigde Staten bij verschillende indianenvolken heeft gewerkt. Hij schreef een catechismus in de taal der Potawatomi's.

## Biografie

### Jeugd, opleiding
Christiaan Hoe(c)ken werd geboren en gedoopt op 28 februari 1808 te Tilburg. Hij was het oudste kind in het gezin (drie jongens, drie meisjes) van Jacobus Hoeken en Johanna Vermeer. De familie was zeer godsdienstig. Vader was voorzitter van het kerkkoor van parochie het Goirke en de kinderen traden later allemaal toe tot religieuze ordes.
Hoecken bracht zijn eerste schooljaren door in een 'bijschool' op de Veldhoven (het huidige Wilhelminapark) bij meester Mutsaers. In 1821 ging hij naar het kleinseminarie Beekvliet bij Berlicum (nu Gymnasium Beekvliet), in 1827 kort in Strijp en vanaf 1828 naar het grootseminarie Nieuw-Herlaar te Sint-Michielsgestel.
Na zijn wijding in maart 1832 werd Hoecken naar de Verenigde Staten gestuurd om onder de 'Indianen' te gaan werken ter versterking van de nog jonge katholieke kerk overzee. In september van dat jaar vertrok zijn schip naar Maryland, New York. Christiaan Hoecken was een voorbeeld voor zijn broer Adriaan en vele anderen uit de regio Brabant die in het midden van de 19e eeuw als missionaris naar de Amerika vertrokken. De V.S. was het favoriete bestemmingsoord van emigranten en zeker van jonge missionarissen, verleid door romantische vertellingen over de oorspronkelijke bewoners van Amerika ('Edele wilden').
In 1833 werd de katholieke missie in de V.S. toebedeeld aan de orde der jezuïeten. Hoecken deed zijn noviciaat in het Saint-Stanislaus seminarie in Florissant, Missouri. Hij was een van de eerste recruten van de Vlaamse missionaris Pieter-Jan De Smet, met wie hij veel zou optrekken. In 1836 was Hoecken zover om het veld in te gaan als missionaris. Hij zou 15 jaar werken onder de indianen – tot zijn vroege dood.

### Missies onder de Indianen

#### Kickapoos
In 1836 assisteerde Hoecken de Vlaamse missionaris Van Quickenborne – bijgenaamd Napoleon – en drie andere missionarissen bij het oprichten van een missiepost onder de Kickapoo-indianen, op 8 km van legerpost Fort Leavenworth (tegenwoordig Kansas City). De groep van Hoecken had een budget van 1.000 dollar van hun superieuren (de jezuïetenorde) en 500 dollar was beloofd door de regering (de Indian Commission) wanneer een school gestart zou worden. Dat gebouw kwam er, maar de missie mislukte. Weinig Kickapoos woonden de heilige mis bij en slechts 14 kinderen werden gedoopt (in een nederzetting net buiten het fort). Na de dood van Van Quickenborne in augustus van dat jaar bleef Hoecken slechts enkele maanden op de post, die verlaten zou worden.

#### Potawatomi's
In 1837 richtte Hoecken een missiepost op onder de Potawatomi's bij de rivier de Osage in Kansas. Deze kwamen oorspronkelijk uit Indiana. Hun opperhoofd was Nesswawke. Hoecken was aanwezig bij de huwelijkspechtigheid van twee van zijn dochters. Naast catechese gaf Hoecken ook onderricht in het bewerken van land.
In november 1838 ontfermde Hoecken zich over een andere groep van Potawatomi's ('750 wilden, waarvan 350 katholiek') die door de regering met geweld van hun land waren verdreven. Hun opperhoofd heette Menominee. Onderweg was deze groep begeleid door pater Benjamin Petit van wie Hoecken het stokje overnam. De door Hoecken opgerichte St. Mary's missiepost bij Sugar Creek was het eindpunt van deze zogenoemde Trail of Death; een mars van 660 kilometer door vier staten naar een nieuw leefgebied (reservaat). Hoecken bouwde er in 1839 een kerkje en een school, waar veelal verweesde kinderen zouden worden geplaatst. Bij de heilige mis zongen de Potawatomi's aanvankelijk hun eigen spirituele liederen. Hoecken doorgrondde echter hun taal en kon al snel, zo schrijft hij in december 1839, hen de biecht afnemen in hun eigen taal'. Hoecken werd in Sugar Creek opgevolgd door pater Felix Verreijdt, zodat hij andere stammen in Kansas en langs de bovenloop van de Missouri kon gaan bezoeken.

#### Kalispels en andere missies
Christiaan Hoecken preekte en werkte daarna onder de Ottawa-indianen, de Sioux, Gros Ventres, Ricarees (Sahnishs), Mandans en de Assiniboins. Van de laatste meldt hij zo'n 400 personen gedoopt te hebben. De gekende strategie hierbij was om eerst de stamoudste te bekeren, die een natuurlijke invloed heeft op de rest van de stam. Verschijnselen als polygamie en alcoholgebruik bleken echter hardnekkig. Het Europees-christelijke beschavingsoffensief stuitte ook op veel weerstand van de invloedrijke religieuze leiders ('medicijnmannen').
In 1843 stichtte Hoecken de missiepost St. Ignatius (Montana) onder de Kalispels ('Plathoofden', Pend d’Oreilles). Hij bouwde een kerkje, bekeerde een groot deel van de stam, leerde hen houten huizen bouwen (blokhutten) en graan te zaaien. Het zou een voorbeeld-missiepost gaan worden, waar ook zijn broer Adriaan en andere missionarissen kwamen werken. Vanaf deze post bezocht Christiaan Hoecken zes andere stammen, waaronder de Zingomenes en de Shuyelpi's. Hoecken nam het bekeringswerk van laatstgenoemde stam over van pater De Smet. Later vertrok Hoecken naar Saint Louis, waar De Smet zijn basis had.

### Plotse dood
Hoecken overleed op 19 juni 1851, 43 jaar oud. Hij was aan boord van een stoomboot, de Saint-Ange, op de rivier de Missouri op weg naar zijn missiepost. De boot had als eindbestemming de handelspost Fort Union. Hoecken reisde samen met De Smet en een groep van ongeveer 24 pelshandelaren uit Canada, Amerika, Frankrijk, Ierland, Duitsland, Frankrijk, Zwitserland en Italië. Ze werden overvallen door 'verschillende ziekten', hoogstwaarschijnlijk malaria, die een groot aantal passagiers noodlottig werd. De dag ervoor had Hoecken nog een ernstig zieke De Smet bediend. De Smet herstelde echter, Hoecken niet. Later schreef De Smet vanuit de Universiteit van St.Louis een gedetailleerd verslag van Hoeckens laatste reis aan de jezuïeten van Parijs en Lyon. Christiaan Hoecken is provisorisch begraven aan de oever van de Missouri en een maand later herbegraven bij zijn confraters in het jezuïetennoviciaat te Florissant. Toen dit pand in de jaren zeventig van de vorige eeuw werd verkocht, werden de daar begraven jezuïeten, waaronder Hoecken, herbegraven op de Calvary Cemetery in Saint Louis.

## Nalatenschap, bibliografie
Hoecken was een taalkundige: naast het Nederlands, Frans, Latijn en Engels wist hij te communiceren in twaalf verschillende indianentalen of dialecten. Hoecken schreef een catechismus en een gebedenboek in de taal van de Potawatomi's, zie fotogalerij.
Onderstaande boeken worden vermeld in Bibliothèque des écrivains de la Compagnie de Jésus, ou Notices bibliographiques de tous les ouvrages publiés par les membres de la Compagnie de Jésus, deel 2, van de gebroeders Augustin en Aloïs de Backer, Luik, 1851:
- Potewatomi Missinoikan Catechismus ipi nemconin echiteck Wayowat Kwiyuk enemadjik, Catholique echinika-sidjik (Catechismus en gebedenboek in Potawatomi voor ware christenen, genaamd katholieken), Cincinnati, Montfort and Conahans, 1844.
- Pewani ipi Potewatomi Missinoikan, Eyowat Nemadjik Nemadjik Catholiques endjik (Kinderboek in Potawatomi voor katholieke christenen), Baltimoinak, John Murphy, Okimissinakisan Ote Missinoikan, 1846
- Potewatomi Nememissinoikan Ewiyawat nemadjik Catholiques enjick (Gebedenboek van de Potawatomi's voor katholieke christenen), Baltimoinak, John Murphy, Okimissinakisan Ote Missinoikan, 1846.

In Fort Pierre, South Dakota staat een standbeeld van Christiaan Hoecken uit 1941 die de eerste doop ten westen van de rivier de Missouri verbeeldt. Het zou gaan om een Sioux, met als datum 13 juni 1840.
In Centerville, Kansas wordt zijn naam vermeld op een gedenkteken in een park dat is opgedragen aan de Franse heilig verklaarde Rose Philippine Duchesne.

## Trivia
- De achternaam van Christiaan werd bij zijn geboorte in 1808 gespeld zonder de letter 'c', net als vader Hoeken. Bij het vierde kind (Adrianus) en volgende kinderen werd in het geboorteregister 'Hoecken' genoteerd.[3] Was het modieus of paste deze spellingwijze bij een (vermeend) hogere status van de familie? Op Christiaans bidprentje van 1851 zien we de 'ck' variant.
- Jongere broer Adriaan Hoecken (Tilburg, 1815 – Milwaukee, 1897) was ook missionaris in de V.S.[14]
- Op de plek van het geboortehuis van de Hoe(c)kens, aan de Hasseltstraat in Tilburg, bevindt zich thans de monumentale entreepoort van De Pont, museum voor moderne kunst.